# Monnina nitida
Monnina nitida är en jungfrulinsväxtart som beskrevs av Chod.. Monnina nitida ingår i släktet Monnina och familjen jungfrulinsväxter. Inga underarter finns listade i Catalogue of Life.